# Dolerme
Dolerme è un singolo promozionale della cantante spagnola Rosalía, pubblicato il 24 marzo 2020.

## Tracce
Testi e musiche di Pablo Díaz-Reixa, Frank Dukes e Rosalía Vila.
1. Dolerme – 2:23

## Formazione
- Rosalía – voce
- Frank Dukes – produzione
- Chris Atens – mastering
- Manny Marroquin – missaggio
- David Rodriguez – registrazione

## Classifiche
| Classifica (2020) | Posizione massima |
| ----------------- | ----------------- |
| Spagna            | 11                |